# Koppenhof (Gemeinde Kottes-Purk)
Koppenhof ist eine Ortschaft in der Marktgemeinde Kottes-Purk im Bezirk Zwettl in Niederösterreich.

## Geografie
Der Koppenhof liegt im östlichen Teil der Katastralgemeinde Kalkgrub an der Straße zwischen Gschwendt und Marbach an der Kleinen Krems. Am 1. April 2020 umfasste die Ortschaft 4 Adressen.
Zum Ortsgebiet zählt auch die Einzellage Planinz, einem Steinbruch nordwestlich des Ortes an der Kleinen Krems.

## Geschichte
Der Ort wird spätestens 1302 zum ersten Mal schriftlich als Grillenparz erwähnt.
Im Eintrag der Josephinischen Fassion aus Jahre 1786/87 gab es im heutigen Ort 2 Häuser, diese trugen die Hausnummern Kalkgrub 1 und Kalkgrub 14.
Der Franziszeische Kataster von 1823 zeigt die Ortslage mit zwei Anwesen.
Nach der Entstehung der Ortsgemeinden 1849 wurde der Ort ein Teil Katastralgemeinde Kalkgrub der Ortsgemeinde Münichreith, ab 1895 dann durch Änderung des Hauptortes ein Teil der Gemeinde Kalkgrub.
Laut Adressbuch von Österreich waren im Jahr 1938 in der Rotte Koppenhof zwei Landwirte ansässig.
Im Zuge der Niederösterreichischen Kommunalstrukturverbesserung wurde der Ort durch die Auflösung der Gemeinde Kalkgrub am 1. Januar 1967 ein Teil der Gemeinde Kottes-Purk.